# إوز النن

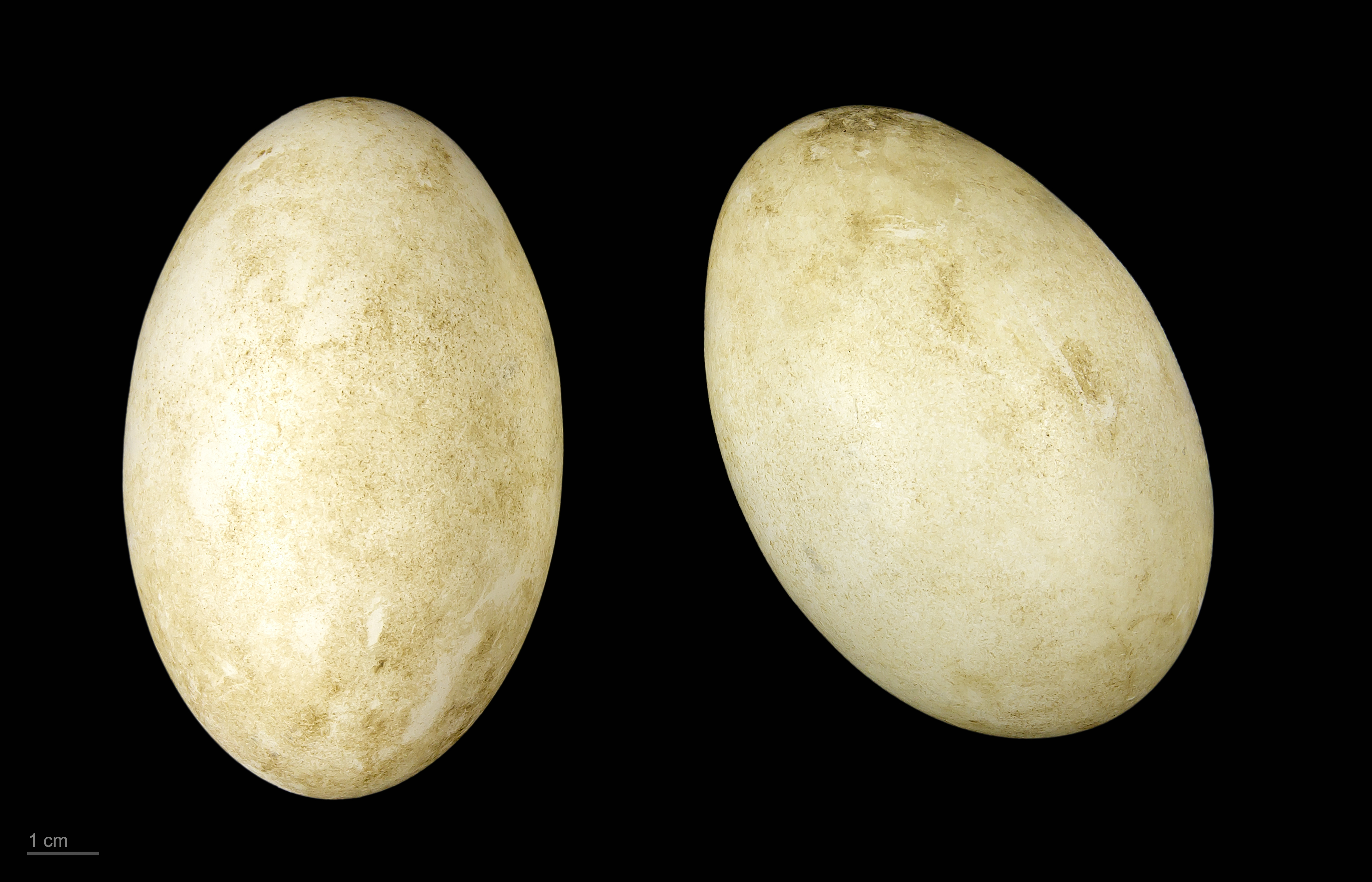
Branta sandvicensis

إوز النِنْ أو إوز الساندفينسي (الاسم العلمي Nene goose) هو نوع من الإوز، يبلغ طوله بين 55 و71 سم، لونه بني رمادي، على جسمه بقع سود، وهو يعيش في جزر هاواي فقط، ويعدّ الطائر الوطني لتلك الجزيرة، وقد وصل عدد أفراد هذا النوع في القرن الثامن عشر إلى 25000 فرد، لكن لا يوجد منه اليوم أكثر من 100، لذلك قامت الحكومة المحلية بحمايته، ويعدّ الآن من الأنواع المهدده بالانقراض من فئة المستوى الأدنى.